# 布伊納克斯克區

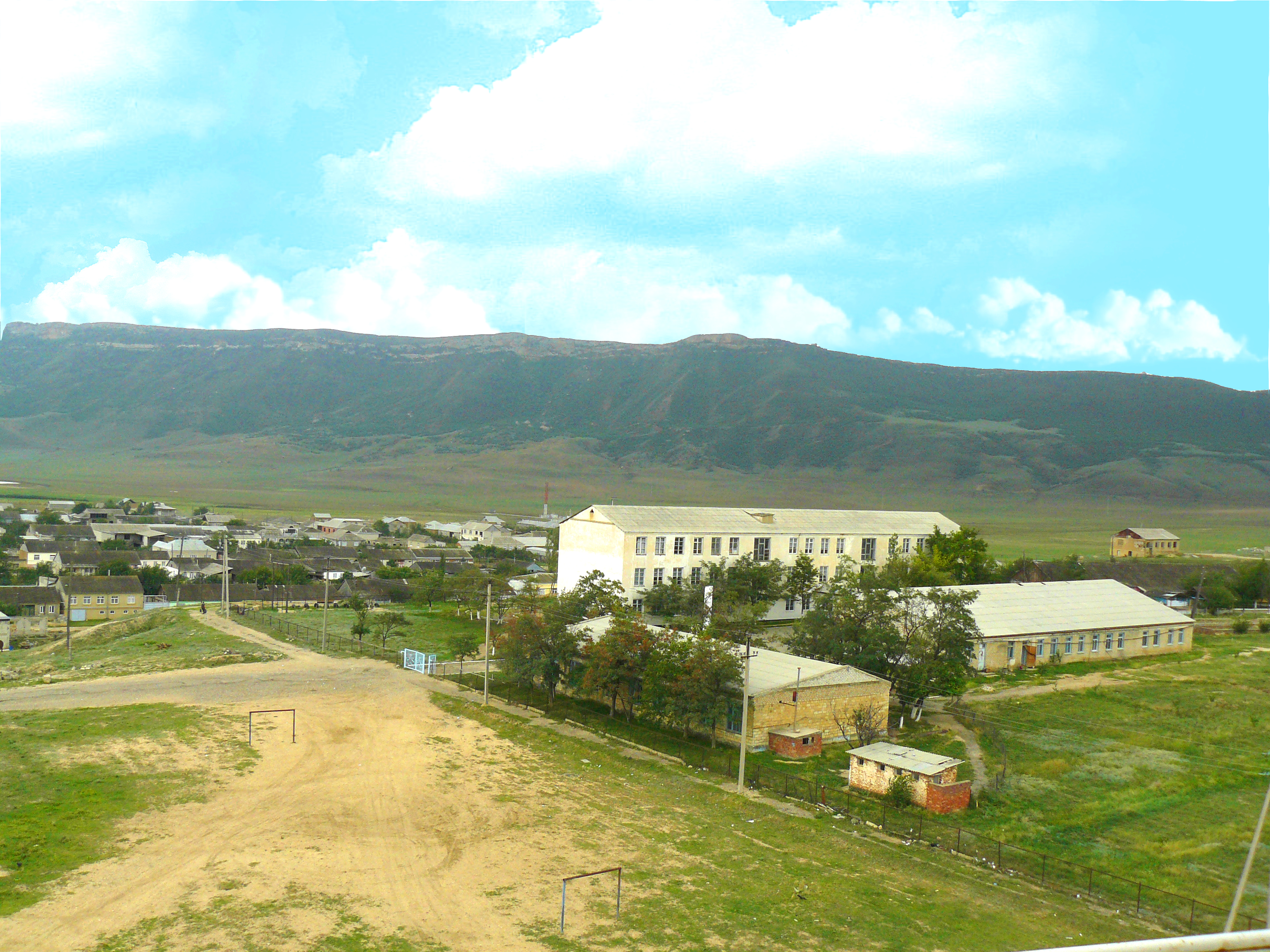

42°49′N 47°07′E / 42.817°N 47.117°E
布伊納克斯克區（俄语：Буйнакский район），是俄羅斯的一個區，位於該國西南部，由達吉斯坦共和國負責管轄，面積1,842平方公里，2010年人口73,402，人口密度每平方公里39.85人。